# Bathycongrus
Bathycongrus – rodzaj ryb promieniopłetwych z podrodziny Congrinae w obrębie rodziny kongerowatych (Congridae).

## Rozmieszczenie geograficzne
Do rodzaju należą gatunki występujące w wodach Oceanu Atlantyckiego, Oceanu Indyjskiego i Oceanu Spokojnego.

## Morfologia
Długość ciała do 100 cm; brak danych dotyczących masa ciała.

## Systematyka
Rodzaj zdefiniował w 1898 roku irlandzko-australijski ichtiolog James Douglas Ogilby w artykule poświęconym nowym rodzajom i gatunkom ryb, opublikowanym w czasopiśmie Proceedings of the Linnean Society of New South Wales. Gatunkiem typowym jest (oryginalne oznaczenie) B. nasica.

### Etymologia
- Bathycongrus: gr. βαθυς bathus ‘głębia’; rodzaj Congrus Richardson, 1845[9].
- Rhechias: gr. ῥηχος rhēkhos (również ῥαχος rhakhos) ‘cierń’[2]. Gatunek typowy (oryginalne oznaczenie (również monotypowe)): Rhechias armiger Jordan, 1921 (= Congermuraena aequorea Gilbert & Cramer, 1897).
- Congrina: rodzaj Conger Bosc, 1817; łac. przyrostek -ina ‘odnoszący się do, należący do’[10]. Gatunek typowy (oryginalne oznaczenie): Congermuraena aequorea Gilbert & Cramer, 1897.
- Pseudoxenomystax: gr. ψευδος pseudos ‘fałszywy’[11]; rodzaj Xenomystax Gilbert, 1891[4]. Gatunek typowy (oryginalne oznaczenie (również monotypowe)): Pseudoxenomystax dubius Breder, 1927.
- Microcephalocongrus: gr. μικρος mikros ‘mały’; κεφαλη kephalē ‘głowa’; rodzaj Congrus Richardson, 1845[5]. Gatunek typowy (oryginalne oznaczenie): Bathycongrus megalops Fowler, 1934 (= Leptocephalus retrotinctus Jordan & Snyder, 1901).
- Uranoconger: gr. ουρανος ouranos ‘niebo, błękit’; rodzaj Conger Bosc, 1817[6]. Gatunek typowy (oryginalne oznaczenie (również monotypowe)): Uranoconger odontostomus Fowler, 1934.

### Podział systematyczny
Do rodzaju należą następujące gatunki:

- Bathycongrus aequoreus (Gilbert & Cramer, 1897)
- Bathycongrus albimarginatus Huang, Smith, Chang & Chen, 2018
- Bathycongrus bertini (Poll, 1953)
- Bathycongrus bimaculatus Smith & Ho, 2018
- Bathycongrus bleekeri Fowler, 1934
- Bathycongrus brunneus Huang, Ho & Chen, 2018
- Bathycongrus bullisi (Smith & Kanazawa, 1977)
- Bathycongrus castlei Smith & Ho, 2018
- Bathycongrus dubius (Breder, 1927)
- Bathycongrus graciliceps Smith & Ho, 2018
- Bathycongrus guttulatus (Günther, 1887)
- Bathycongrus longicavis Karmovskaya, 2009
- Bathycongrus macrocercus (Alcock, 1894)
- Bathycongrus macroporis (Kotthaus, 1968)
- Bathycongrus macrurus (Gilbert, 1891)
- Bathycongrus melanostomus Huang, Ho, Chen & Chan, 2022
- Bathycongrus nasicus (Alcock, 1894)
- Bathycongrus odontostomus (Fowler, 1934)
- Bathycongrus parapolyporus Karmovskaya, 2009
- Bathycongrus parviporus Karmovskaya, 2011
- Bathycongrus polyporus (Smith & Kanazawa, 1977)
- Bathycongrus retrotinctus (Jordan & Snyder, 1901)
- Bathycongrus thysanochilus (Reid, 1934)
- Bathycongrus trilineatus (Castle, 1964)
- Bathycongrus trimaculatus Karmovskaya & Smith, 2008
- Bathycongrus unimaculatus Karmovskaya, 2009
- Bathycongrus varidens (Garman, 1899)
- Bathycongrus vicinalis (Garman, 1899)
- Bathycongrus villosus Smith, Karmovskaya & da Silva, 2020
- Bathycongrus wallacei (Castle, 1968)